# بكسة عريضة الثمار
{{صندوق معلومات كائن
| الاسم =  بكسة عريضة الثمار
| حالة الحفظ =  لا
| الصورة = 
| عرض الصورة = 
| التعليق = 
| النطاق =  حقيقيات النوى
| المملكة =  نباتات
| subregnum =  النباتات الجنينية
| unranked_superphylum = النباتات الوعائية
| الشعبة =  حقيقيات الأوراق
| الشعيبة =  البذريات
| unranked_superclassis =  كاسيات البذور
| الطائفة =  ثنائيات الفلقة
| unranked_subclassis =  الوردانيات
| unranked_superordo = الوردونات
| الرتبة =  الخبازيات
| الرتيبة =  البكساويات
| الفصيلة =  البكسية
| الجنس =  البكسة
| النوع =  بكسة عريضة الثمار
| الاسم العلمي =  Bixa platycarpa
| واضع الاسم =  رويز ‏ & خوسيه أنطونيو بافون ex [[G.دون (توضيح)]]
| عام وضع الاسم =  1831
| ماهية التقسيم = 
| التقسيم = 
| خريطة الانتشار = 
| عرض خريطة الانتشار = 
| تعليق خريطة الانتشار = 
}}
بكسة عريضة الثمار (الاسم العلمي:Bixa platycarpa) هي نوع من النباتات تتبع جنس البكسة من الفصيلة البكسية.